# Yves Elliot
Yves Elliot est un acteur français.

## Filmographie

### Cinéma
- 1962 : Nous irons à Deauville : Le garagiste (en tant que Yves Eliot)
- 1964 : Faites sauter la banque ! : Le patron du café (non crédité)
- 1964 : Les Barbouzes
- 1964 : Les gorilles
- 1965 : Le Vampire de Düsseldorf : Un journaliste (non crédité)
- 1965 : Quand passent les faisans
- 1965 : Un milliard dans un billard : Un inspecteur cantonal (non crédité)
- 1966 : Le Grand Restaurant : Un maître d'hôtel (non crédité)
- 1966 : Monsieur le Président Directeur Général (Appelez-moi Maître)
- 1966 : Your Money or Your Life : Un routier
- 1967 : La Blonde de Pékin : Jackson
- 1968 : À tout casser
- 1969 : La Maison de campagne : Langlois
- 1970 : Le Dernier Saut : M. Marcel
- 1971 : Le Cri du cormoran le soir au-dessus des jonques
- 1971 : Quelqu'un derrière la porte : Policeman
- 1972 : Les Charlots font l'Espagne : 2e voyageur
- 1972 : Les Malheurs d'Alfred : Un membre de l'équipe parisienne
- 1973 : L'Histoire très bonne et très joyeuse de Colinot Trousse-Chemise : Lord Aubin
- 1974 : Les murs ont des oreilles
- 1975 : Que la fête commence... : Un paysan breton
- 1977 : La Question
- 1979 : Gros-Câlin : Le voyageur de l'autobus
- 1979 : Nous maigrirons ensemble : Marcel, des Weight Watchers
- 1982 : Tir groupé : Fernand
- 1983 : La Petite Bande : Le marinier
- 1983 : Un chien dans un jeu de quilles
- 1984 : Marche à l'ombre : Le filleul
- 1984 : Ronde de nuit
- 1985 : Sac de nœuds : Le boucher - qui a dénoncé le pharmacien en 1943
- 1986 : Les Fugitifs
- 1986 : Paulette, la pauvre petite milliardaire : Marcel
- 1991 : Le Brasier : Mallard
- 1992 : L'Accompagnatrice : Butcher
- 1993 : La Cavale des fous : Le patron de la station service

### Télévision

#### Séries télévisées
- 1964 : Rocambole : Le tavernier
- 1966 : En votre âme et conscience, épisode : Le Secret de la mort de monsieur Rémy de  Jean Bertho
- 1968 : Les Compagnons de Baal de Pierre Prévert
- 1968 : L'Homme de l'ombre
- 1968 : L'Homme du Picardie : Bertho
- 1968 : Le Tribunal de l'impossible
- 1968 : Les Compagnons de Baal : Le chef d'équipe
- 1971 : Les Dossiers du professeur Morgan : Le patron du café tabac
- 1971 : Les Nouvelles Aventures de Vidocq, épisode Les Crimes de Vidocq de Marcel Bluwal
- 1973 : La Ligne de démarcation - épisode 9 : René (série télévisée) :  Le chauffeur
- 1973 : Les Rois Maudits : Le soldat
- 1974 : Les Fargeot : Le livreur
- 1975 : Jack : Catrou
- 1979 : Une fille seule
- 1981 : Les Gaietés de la correctionnelle : Le Brout
- 1985 : Châteauvallon
- 1988 : Les Cinq Dernières Minutes : Paul
- 1989 : Pif et Hercule : Gorille
- 1990 : Le Mari de l'ambassadeur

#### Téléfilms
- 1962 : Le Monsieur de 5 heures : Victor
- 1970 : Adieu Mauzac : Le responsable communiste
- 1970 : De la belle ouvrage : Un syndicaliste
- 1971 : La Visite de la vieille dame : Helmesberger
- 1972 : L'Atlantide : Le maréchal des logis Chatelain
- 1972 : Les Chemins de fer : Le chef du buffet
- 1973 : Magie rouge : Le moine (en tant que Yves Elliott)
- 1974 : L'Engrenage : Un employé
- 1974 : Madame Bovary, de Pierre Cardinal : M. Tuvache
- 1977 : L'Ancre de miséricorde
- 1977 : On ne badine pas avec l'amour : Blazius
- 1979 : La Main coupée : Opphof
- 1984 : Manipulations
- 1993 : Dose mortelle